# Адриан (патриарх Московский)
Патриа́рх Адриа́н (в миру Андре́й; сентябрь 1638, Москва — 15 (26) октября 1700, Москва) — последний патриарх в Первый патриарший период, c 24 августа 1690 года по 15 октября 1700 года — патриарх Московский и всея Руси.
Полный титул: Святейший Кир Адриан, архиепископ Московский и всея России и всех Северных стран Патриарх.

## Биография
Согласно исследованиям историка Александра Авдеева, будущий патриарх Адриан родился в последних числах сентября 1638 года. Приводимые в литературе годы 1627, 1637 и 1639, по его мнению, неверны. 2 октября, названное днём его рождения, скорее всего является днём его крещения. Большая часть жизненного пути Адриана до поставления архимандритом Чудова монастыря неизвестна.
Уже будучи монахом, своим благочестием и добродетелями был известен патриарху Иоакиму, который в 1678 году назначил его архимандритом Чудова монастыря. Управляя монастырём, архимандрит Адриан «много споспешествовал устроению» этой обители. Под его наблюдением был сооружён соборный храм во имя святителя Алексия с Благовещенским приделом, а также церковь во имя святого апостола Андрея Первозванного.
21 марта 1686 года митрополит Адриан был назначен и 26 марта рукоположён в сан епископа и сразу возведён в сан митрополита Казанского и Свияжского. 28 июля 1686 года Адриан прибыл в Казань. Сравнительно недолгое пребывание митрополита Адриана на Казанской кафедре не запомнилось сколь-либо важными событиями. Он оставил по себе память богатым вкладом в Благовещенский собор: «При сем митрополите напрестольный крест мусиею с алмазами и прочим камением украшен, второй крест серебряный, маргаритами украшен, да Евангелие александрийской бумаги, золотою ж мусиею и алмазами и прочим дорогим камением устроено, да его ж патриаршего даяния сосуды сребропозлащенные резные с чернью». Митрополит Адриан оставил в соборе свою золотую панагию. По инициативе митрополита Адриана в 1688 году на месте, где по сравнительно недавней традиции казанцы ежегодно встречали крестный ход с Седмиезерной Смоленской иконой Божией Матери, была основана небольшая монашеская община во главе с иеродиаконом Стефаном (Сахаровым). Позже, в 1692 году, когда Адриан уже был патриархом, община по его указу была обращена во Введенский монастырь, куда в 1693 году по распоряжению Адриана были перенесены частицы мощей девяти Кизических мучеников, благодаря чему монастырь стал именоваться Кизическим. В Казани митрополит Адриан написал «противураскольничий» труд: «О древнем предании св. Апостол и св. Отец, како подобает всякому православному христианину на знамение креста и на лице своем руки своея персты и кия слагати, и како на себе оный изображати».
В последние дни жизни патриарха Иоакима митрополит Адриан был его правой рукой, а после его смерти управлял Московской епархией, хотя по-прежнему титуловался митрополитом Казанским и Свияжским.
24 августа 1690 года митрополит Адриан был возведён на патриарший престол. В своём слове во время интронизации патриарх Адриан призывал православных хранить в неприкосновенности каноны, соблюдать мир, охранять Церковь от ересей. В «Окружном послании» и «Увещании» к пастве, состоящем из 24 пунктов, патриарх Адриан преподал каждому из сословий духовно полезные наставления. Не по нраву пришлось ему брадобритие, курение, отмена русской национальной одежды и другие подобные бытовые нововведения Петра I. Полезные же и действительно важные начинания царя, направленные на благое устроение Отечества (строительство флота, военные и социально-экономические преобразования), патриарх Адриан понимал и поддерживал.
Патриарх Адриан стремился воздействовать на свою паству исключительно нравственным образом, полностью отказываясь от какого-либо внешнего давления. Такому подходу способствовала его монашеская настроенность души, обращённость к внутреннему человеку, стремление пробудить совесть.
Епархиальное управление при патриархе Адриане продолжало сохранять вид и характер, установленные патриархом Иоакимом. Патриарх Адриан для упорядочения церковной жизни издал «Инструкцию старостам поповским» с более точным распределением дел по приказам, а также «Святительское поучение к новопоставленным священникам». Перу патриарха Адриана принадлежат также службы святым Донату, Ипатию, Даниилу Московскому и Даниилу Переяславскому, несколько поучений, письма разным лицам, в том числе два ― Петру I, и несколько грамот, среди которых одна с похвалою будущему святителю Димитрию, митрополиту Ростовскому (тогда ещё игумену), к которому патриарх особенно благоволил за составление Четьих-Миней.
Духовность и стояние в вере отцов, отстаивание традиционного уклада жизни нашли выражение как в патриарших посланиях, так и в обнародованном по смерти патриарха его духовном завещании, составленном за три с половиной года до кончины. Патриарх, расставаясь с паствой, завещал беречь «веру православно-кафолическую», «чествовать Церковь Святую и Апостольскую, защищати ее от всяких ересей и соблазненных наветов».
В 1698 году патриарх Адриан благословил причислить к лику святых Евфросинию Суздальскую, мощи которой были открыты ещё в XVI веке, и совершать ей память 25 сентября (8 октября).
Последние годы патриарх Адриан жил в загородном Перервинском монастыре, где и скончался 15 (26) октября 1700 года.
На отпевание патриарха Пётр I, сославшись на государственные дела, не приехал, что было беспрецедентным событием в русской истории. Как пишет Карташёв, «Пётр тактично дождался этого конца и тактично задержался на традиционной форме местоблюстительства патриаршего престола», которое продолжалось более двадцати лет.
Погребён в Успенском соборе Московского Кремля.

## Патриаршество

### Адриан и реформы Петра I
Десятилетняя деятельность Адриана, заключившая собой патриаршеский период, представляет интерес тем, что Адриан, расположенный к старине и неохотно отзывавшийся на реформы Петра I, должен был сознать справедливость многих указаний царя на неустройства в церковном управлении и выступил с некоторыми поправками, сделавшимися началом реформ в церковной области. Так, он дал 26 декабря 1697 года архимандриту владимирского Рождественского монастыря Иосифу инструкцию старостам поповским и благочинным смотрителям стремиться поправить многое, что требовало поправления и не ускользнуло от взора Петра I. Именно здесь видим заботы о наблюдении везде церковного благочиния, снабжении всех церквей исправными печатными книгами и служебниками, всеми церковными принадлежностями, о наблюдении, чтобы не было священников без письменных грамот, чтобы бродячие и чёрные попы у приходских священников треб не отбивали, чтобы мирские люди самовольно на себя монашеских одеяний не надевали, чтобы суд отправлялся не иначе как при старостах и т. д. (1-е Полное собрание законов, № 1611). Точно так же другое его распоряжение (1698), чтобы нигде не дозволять устраивать новых монастырей без государева указа (№ 1629). Несмотря на то что Адриан дозволял себе иногда с резкостью возражать царю, сам явился, однако, с предложением в Палату об уложении обработать статьи «о святительском суде».
Отношения с царём обострились после его отказа в 1698 году постричь супругу Петра I Евдокию Лопухину. Во время Стрелецкого бунта в 1698—1699 годах заступился за казнимых, но его ходатайство было отвергнуто Петром I.
С другой стороны, в тот же период Пётр I обсуждал с патриархом уровень российского образования и утверждал о необходимости широкого и основательного просвещения в России.
Патриарх полностью поддержал царя, и эти реформы привели к созданию Академии наук в 1724 году.
Непротивление патриарха Адриана антиклерикальной политике Петра I вызывало резкие отзывы современников (известны обличения юродивого Ивана Нагого и митрополита Сибирского и Тобольского Игнатия) и критику со стороны позднейших историков (например, Антона Карташёва).

### Богословская полемика
При патриархе Адриане было два собора: один (1697) по поводу дьячка Михеева, предлагавшего новые догматы касательно крещения и других обрядов, другой по поводу (1698) дьякона Петра, утверждавшего, что папа есть истинный пастырь.
Незадолго до его патриаршества разрешилась борьба двух учений об евхаристии — братьев Лихудов и Сильвестра Медведева. Первые, представляя традиционную «греческую» партию, учили, что хлеб и вино становятся телом и кровью Иисуса Христа после произнесения тайносовершителем слов «Преложив Духом Твоим Святым»; а Медведев и иные из «латинской» партии доказывал, что таинственное пресуществление совершается во время анамнесиса. Патриарх, по-видимому, разделявший учение братьев Лихудов, передал этот спор на разрешение восточным патриархам, и их учение было признано правильным. Но тем не менее братья оставались удаленными в Костромском Ипатьевском монастыре, и учение их, изложенное в книге «Щит веры», оставалось ненапечатанным.

## Труды
Патриархом Адрианом написано несколько проповедей и богословских толкований, из которых некоторые были напечатаны; из них важнейшие: представленная в Палату об уложении «Записка о святительских судах» (напеч. в ст. Калачева, о значении кормчей в системе др. русского права, 1849) и «Грамота о бороде» (напеч. Есиповым, «Раскольничьи дела», 2 т., и по приводимой у него короткой редакции перепечатана в I т. «Критико-биографического словаря» Венгерова, 1889).
- «Щит веры».
- «Духовное завещание».
- Две грамоты: «Ближнему боярину Алексею Семёновичу Шеину» под Азов, 1696.
- Службы: святым Донату, Ипатию, Даниилу Московским и Даниилу Переяславскому. чудотворцу.
- «Инструкция поповским старостам».
- «Святительское поучение к новопоставленным священникам».
- «О предании св. Апостол и св. Отец: како и кая персти на значение кресте слагасте».
- «Выписка прав и правителей греко-российской церкви».
- 7 документов, адресованных Петру I. «Странник», 1905, т. I, ч. I, стр. 732[14].